# Quadrangle Memnonia
El quadrangle Memnonia és un dels 30 mapes quadrangulars de Mart utilitzats pel Programa de Recerca en Astrogeologia del Servei Geològic dels Estats Units (USGS). El quadrangle Memnonia també es coneix com MC-16 (Carta de Mart-16).
Memnonia és una regió de la superfície marciana que cobreix l'àrea compresa entre les latituds -30° i 0° i les longituds 135° i 180°. Mangala Valles s'hi troba localitzat a les regions muntanyenques de Memnonia. La part occidental de Memnonia és una regió occidental altament escarpada, que exhibeix un gran rang de degradació dels cràters.
Memnonia inclou les següents regions topogràfiques notables de Mart (llistades de Nord a Sud): Arcadia Planitia, Amazonis Planitia, Lucus Planum, Terra Sirenum i Terra Cimmeria.